# 1-ブロモナフタレン
1-ブロモナフタレン（英: 1-Bromonaphthalene）は、化学式C10H7Brで表される有機臭素化合物である。常温常圧下では、無色ないし黄色の液体である。異性体に2-ブロモナフタレンがある。

## 合成
四塩化炭素の存在下で、40℃でナフタレンを臭素化することにより作ることができる。
C10H8  +  Br2   →   C10H7Br  +  HBr

## 用途
1-ブロモナフタレンは屈折率が高く、顕微鏡および結晶の屈折を決定するための包埋剤として使用される。
各種のナフタレン誘導体の合成原料としても使用される。